# Anisosticta strigata
Högnordisk kärrpiga (Anisosticta strigata) är en skalbaggsart som först beskrevs av Carl Peter Thunberg 1795.  Anisosticta strigata ingår i släktet Anisosticta, och familjen nyckelpigor. Enligt den finländska rödlistan är arten nära hotad i Finland. Arten är reproducerande i Sverige. Artens livsmiljö är strandängar vid sötvatten.